# Exposed (album, Mike Oldfield)
Exposed je druhé živé album britského multiinstrumentalisty Mika Oldfielda. Toto dvojalbum bylo vydáno v létě 1979 (viz 1979 v hudbě), stejnojmenný videozáznam z téhož turné byl vydán až v roce 2005 na DVD.
Album bylo nahráno na několika koncertech během března a dubna 1979, které se odehrály ve Španělsku, Německu, Belgii, Nizozemsku, Dánsku a ve Velké Británii. Exposed je tak sestřihem z několika koncertů, které byly prvním Oldfieldovým koncertním turné.

## Skladby

### Disk 1
1. „Incantations (Parts 1 & 2)“ (Oldfield/Longfellow) – 26:31
2. „Incantations (Parts 3 & 4)“ (Oldfield/Jonson) – 20:50

### Disk 2
1. „Tubular Bells Part One“ (Oldfield) – 28:42
2. „Tubular Bells Part One“ (Oldfield) – 12:00
„The Sailor's Hornpipe“ (lidová, úprava Oldfield) – závěr druhé části Tubular Bells
3. „Guilty“ (Oldfield) – 5:37

## Obsazení
- Mike Oldfield, Nico Ramsden – kytary
- Phil Beer – kytara, vokály
- Pekka Pohjola – basová kytara
- Pierre Moerlen – bicí, perkuse
- Mike Frye, Benoit Moerlen – perkuse
- Ringo McDonough – bodhrán
- Pete Lemer, Tim Cross – klávesy
- Maddy Prior – zpěv, vokály
- Ray Gay, Ralph Izen, Simpo Salminen, Colin Moore – trubka
- Sebastian Bell, Chris Nicholls – flétny
- Don McVay, Pauline Mack, Danny Daggers, Melinda Daggers, Liz Butler, Ross Cohen – housle
- Nigel Warren-Green, Vanessa Park, David Bucknall, Jessica Ford – violoncello
- Nick Worters, Joe Kirby – kontrabas
- Debra Bronstein, Marigo Acheson, Emma Freud, Diana Coulson, Mary Elliott, Mary Creed, Cecily Hazell, Wendy Lampitt, Clara Harris, Emma Smith, Catherine Loewe – sbor
- David Bedford – perkuse, aranžmá smyčců